# Rosalind Pitt-Rivers
Rosalind Venetia Lane Fox Pitt-Rivers FRS (Londres, 4 de março de 1907 - Sturminster Newton, 14 de janeiro de 1990) foi uma bioquímica britânica. Em 1971, ela se tornou a segunda presidente da European Thyroid Association. Ela sucedeu Jean Roche e foi seguida por Jack Gross nesta posição, todos os três nomes inextricavelmente ligados à descoberta do hormônio tireoidiano tri-iodotironina (T3).

## Início de vida e educação
Pitt-Rivers nasceu Rosalind Venetia Henley em 4 de março de 1907 em Mansfield Street 18, Londres, a mais velha das quatro filhas do Hon. Anthony Morton Henley (1873–1925), um Capitão do 5th Royal Irish Lancers e sua esposa, a Hon. Sylvia Laura Stanley (1882–1980). Seu pai era o terceiro filho de Anthony Henley, 3.º Baron Henley e sua mãe a filha de Lord Stanley de Alderley.
Ela foi educada em casa e mais tarde na Notting Hill High School aos treze anos. Seu interesse por química começou aos 12 anos, quando um tio lhe deu um conjunto de química. Mais tarde, ela estudou no Bedford College (Universidade de Londres), onde recebeu o título de bacharel em Ciência em 1930 com honras de primeira classe, e um Master of Science em 1931.

## Vida pessoal
Em 1931 se casou como segunda esposa com George Pitt-Rivers (1890–1966), antropólogo e eugenista, um dos homens mais ricos da Inglaterra, e neto de Augustus Pitt Rivers (1827–1900), que fundou um museu de antropologia com o seu nome em Oxford. Ela se tornou a madrasta dos dois meninos de seu primeiro casamento, Michael e Julian. Ela deu à luz um filho, Anthony, em 1932, mas o casamento foi dissolvido em 1937. Durante o casamento, seu marido havia se tornado cada vez mais pró-eugênico e antissemita, aproximando-se dos eugenistas alemães e elogiando Mussolini e Hitler; em 1940 ele foi internado na Torre de Londres sob o Regulamento de Defesa 18B.

## Carreira
Depois que ela se separou de Pitt-Rivers em 1937, ela voltou a estudar e obteve um PhD em Bioquímica na faculdade de medicina da University College em 1939.
Ela se juntou à equipe científica do National Institute for Medical Research (NIMR) em Mill Hill London em 1942, o maior instituto do Conselho de Pesquisa Médica do Reino Unido (MRC). Mais tarde, ela se tornou chefe da Divisão de Química e se aposentou em 1972.
Depois de ajudar Jack Gross com a descoberta do hormônio T3 e publicar suas descobertas no The Lancet em 1952 ela ganhou reconhecimento internacional. Ela foi eleita Membro da Royal Society (FRS) em 1954. Em 1973 foi nomeada fellow do Bedford College de Londres, em 1983 fellow honorária da Royal Society of Medicine e, em 1986, fellow honorária do Royal College of Physicians.
Suas publicações com Jamshed Tata incluem The Thyroid Hormones (1959); The Chemistry of Thyroid Diseases (1960); e (com WR Trotter) The Thyroid Gland (1964).